# Cigliè
Cigliè (piemontiul: Sijé vagy Sié) település Olaszországban, Piemont régióban, Cuneo megyében. Lakosainak száma 184 fő (2023. január 1.). Cigliè Bastia Mondovì, Clavesana, Mondovì, Rocca Cigliè és Niella Tanaro községekkel határos.

## Népesség
A település lakossága az elmúlt években az alábbi módon változott:
| Lakosok száma | 189  | 184  | 184  |
|               | 2017 | 2018 | 2023 |